# Oberried am Brienzersee
Oberried am Brienzersee es una comuna suiza del cantón de Berna, situada en el distrito administrativo de Interlaken-Oberhasli. Limita al norte con la comuna de Flühli (LU), al este con Brienz, al sur con el lago de Brienz y la comuna de Iseltwald, y al oeste con Niederried bei Interlaken y Habkern.
Hasta el 31 de diciembre de 2009 situada en el distrito de Interlaken.